# Notolabrus parilus
Notolabrus parilus är en fiskart som först beskrevs av Richardson, 1850.  Notolabrus parilus ingår i släktet Notolabrus och familjen läppfiskar. IUCN kategoriserar arten globalt som livskraftig. Inga underarter finns listade i Catalogue of Life.